# Yves Corminboeuf
Yves Corminboeuf (Ménières, 10 april 1985) is een Zwitserse mountainbiker en veldrijder.
Bij de jeugd was Corminboeuf een zeer goed renner. Zo werd hij 3 keer Zwitsers kampioenschap veldrijden bij de beloften (2005,2006 en 2007). Eer leek een mooie carrière in de maak voor Yves Corminboeuf, maar in februari 2007 stelden artsen vast dat hij leed aan Acute myeloïde leukemie. Na een lange en zware revalidatie slaagde hij er in om toch nog prof te worden bij BMC Mountainbike Racing Team.
Na twee profjaren besloot Yves Corminboeuf om na het Zwitsers kampioenschap veldrijden van 2013 in Steinmaur te stoppen met wielrennen op het hoogste niveau. Hij voelde naar eigen zeggen dat zijn lichaan was uitgeput.

## Belangrijkste overwinningen

### MTB
2011
- Ursy Windcup 2011